# ムラダー・ボレスラフ - スタラー・パカ線
ムラダー・ボレスラフ - スタラー・パカ線（チェコ語: Železniční trať Mladá Boleslav – Stará Paka）は、チェコ国鉄の鉄道線の名称である。路線番号は、ロムニツェ以西が064、ロムニツェ以東が046。
1897年、ムシェノ～スカルスコ間がチェコ北部鉄道によって開業した。その後、帝立王立国有鉄道に移管され、1905年から1906年にかけて、残りの区間、スカルスコ～スタラー・パカ間が開業して全線開通した。また、2015-22年度は、076号線のムシェノ - ボレスラフ間も064号線の一部となっていた他、2018年以前はロムニツェ以東も064号線となっていた。2020,21年度に限りに、046号線の区間がアリヴァ列車に移管されていた。

## 運行形態

### 快速「スピェシニー(Sp)」
- ボレスラフ町 → ボレスラフ → ニンブルク　【土曜・休日運行】
休日限定で、一日片道1本運行する。ボレスラフ以南は062号線に直通する。
2022年度以前は、現在とは逆の、東行のみが一日片道1本運行していた。

- プラハ - ボレスラフ - ボレスラフ町　【平日運行】
一日2往復運行する。ボレスラフ以南は070号線に直通する。

- 過去の運行系統
  - ココルジンスキー・モトラーチェク号：　プラハ - ムシェノ - リブニ - イチーン
2016年以前に、年に6日限定で、旧型客車が運行していた。ムシェノ以西は076号線に、リブニ以東は041号線に直通していた。064号線内の停車駅は、スドムニェルジ、スカルスコ、カトゥシツェ、ボレスラフ本駅、ボレスラフ町駅で、ドルニー・ボウソフ以東はマレホヴィツェを除く各駅に停車していた。
2017年度に運行区間が短縮され、ムシェノ以西のみの運行となった。
  - ロムニツェ・ナド・ポペルコウ → スタラー・パカ → リベレツ　　※アリヴァ列車による運行
2020,21年度に限り、平日のみ一日片道1本のみ運行していた。各駅に停車していた。スタラー・パカ以北は030号線に直通していた。
  - フンプレヒト号：　ソボトカ - リブニ - フラデツ　【春・夏の土曜運行】
2020,21年に、春・夏の土曜限定で一日1往復運行していた。リブニ以北は041号線に直通する。各駅に停車していた。

### 普通
区間毎に運行系統が分かれる。
- 064号線：　プラハ - ボレスラフ - ボレスラフ町　　※チェコ鉄道による運行
062号線、064号線、070号線からの直通列車が頻繁に乗り入れている。

- 064号線：　ルンブルク - ボレスラフ - ボレスラフ町　　※レンダーバーン社、アリヴァ列車による運行
平日は2時間に1本、休日は早朝・深夜のみの運行。ボレスラフ以西は080号線に直通する。深夜の東行1本のみ、アリヴァ列車が運行する。
2022年度以前も運行していたが、本数が少なかった。アリヴァ列車便は2023年度より運行を開始した。

- 064号線：　ムラダー・ボレスラフ - ムラヂェヨフ ( - ロムニツェ・ナド・ポペルコウ)
平日1-2時間に1本、休日2-3時間に1本運行されているが、ムラヂェヨフ以東は春・夏限定での運行となる。平日は夏のみ一日3往復、土曜・休日は春・夏に限り一日3往復（リブニまで6往復）の運行となる。ロムニツェ発の季節運行列車の一部は、ドルニー・ボウソフ以南で快速運転し、ロハツコ、ベホフ、ドロウハー・ルホタ、コロムティを通過する。
過去の運行形態
2019年以前は、ムラヂェヨフ～ロムニツェ間で2～4時間間隔運行していた。また、一日1往復がスタラー・パカ方面へ直通していた。全て各駅停車。
2020年度より、スタラー・パカ方面への直通を取りやめた。
2022年度より、ムラヂェヨフ～ロムニツェ間が削減され、平日一日3往復、土曜・休日は春・夏に限り一日3往復（リブニまで6往復）となった。同年秋以降、平日も夏のみの季節運行となった。
2023年度より、春・夏の季節運行の列車が一部途中駅通過となった。

- 064号線：　( トゥルノフ - ) リブニ - ロムニツェ・ナド・ポペルコウ　【夏季の土曜日運行】　※MBMレール社による運行
季節限定で、土曜日のみ一日3往復の運行。うち1往復が、041号線のトゥルノフ方面に直通する。
2023年度に運行を開始した。

- 046号線：　ロムニツェ・ナド・ポペルコウ - スタラー・パカ　　※チェコ鉄道による運行
2時間に1本程度運行されている。スタラー・パカで、030号線のパルドゥビツェ方面特急、040号線のコリーン方面快速と接続する。
2020,21年度は、アリヴァ列車による運行で、大部分がスタラー・パカ以北030号線に直通していた。また2019年以前は、ムラダー・ボレスラフ方面へも、一日1往復が直通していた。

- 046号線：　ロムニツェ・ナド・ポペルコウ - スタラー・パカ - ムニェステツ・クラーロヴェー　【平日運行】　　※チェコ鉄道による運行
一日3往復の運行。スタラー・パカ以東は040号線に直通する。
2019年末に運行を開始した。当初は一日2.5往復の運行であったが、2024年度より一日3往復に増発された。

### 過去の運行種別
- 特急「リフリーク(R)」
  - ポドトロセツキー・モトラーチェク号：　プラハ - ドルニー・ボウソフ - リブニ - イチーン　【春・夏の土曜・休日運行】
旧型車両で、一日1往復運行していた。ドルニー・ボウソフ以南は063号線に、リブニ以北は041号線に直通していた。ボウソフ - リブニ間は各駅に停車していた。
2018-20年運行していた。2018年度は、マレホヴィツェを通過していた。

## 駅一覧
以下では、チェコ国鉄064号線の駅と営業キロ、停車列車、接続路線などを一覧表で示す。
- 種別
  - Sp：快速
  - Os：普通
- 停車駅
  - ■印：全列車停車
  - ●印：一部通過
  - ○印：一部停車
  - ｜印：全列車通過

| 路線名 | 駅名                                       | 駅間営業キロ | 累計営業キロ | 累計営業キロ | 累計営業キロ         | Sp | Os | 接続路線 | 所在地                     | 所在地                 |
| ------ | ------------------------------------------ | ------------ | ------------ | ------------ | -------------------- | -- | -- | --- | -------------------------- | ---------------------- |
| 064    | ムラダー・ボレスラフ本駅                   | 6.5          | 24.4         | 13.9         |                      | ■  | ●  | 062号線（ニンブルク方面）、064号線（ムニェルニーク方面） 070号線（プラハ方面、トゥルノフ方面） 080号線（ルンブルク方面） | 中央ボヘミア州             | ムラダー・ボレスラフ郡 |
| 064    | ムラダー・ボレスラフ町駅                   | 3.6          | 28.0         | 17.5         | ボレスラフ町から 0.0 | ■  | ■  | | 中央ボヘミア州             | ムラダー・ボレスラフ郡 |
| 064    | ルジェポフ駅                               | 3.1          | 31.1         | 20.6         | 3.1                  |    | ■  | | 中央ボヘミア州             | ムラダー・ボレスラフ郡 |
| 064    | コロムティ駅                               | 1.6          | 32.7         | 22.2         | 4.7                  |    | ■  | | 中央ボヘミア州             | ムラダー・ボレスラフ郡 |
| 064    | ブルジェズノ・ウ・ムラデー・ボレスラヴィ駅 | 2.2          | 34.9         | 24.4         | 6.9                  |    | ■  | | 中央ボヘミア州             | ムラダー・ボレスラフ郡 |
| 064    | ドロウハー・ルホタ駅                       | 2.5          | 37.4         | 26.9         | 9.4                  |    | ■  | | 中央ボヘミア州             | ムラダー・ボレスラフ郡 |
| 064    | ベホフ駅                                   | 3.8          | 41.2         | 30.7         | 13.2                 |    | ■  | | 中央ボヘミア州             | ムラダー・ボレスラフ郡 |
| 064    | ロハツコ駅                                 | 1.6          | 42.8         | 32.3         | 14.8                 |    | ■  | | 中央ボヘミア州             | ムラダー・ボレスラフ郡 |
| 064    | ドルニー・ボウソフ駅                       | 2.1          | 44.9         | 34.4         | 16.9                 |    | ■  | 063号線（コピドルノ方面）                                                                                                | 中央ボヘミア州             | ムラダー・ボレスラフ郡 |
| 064    | ソボトカ駅                                 | 4.4          | 49.3         | 38.8         | 21.3                 |    | ■  | | フラデツ・クラーロヴェー州 | イチーン郡             |
| 064    | リボショヴィツェ駅                         | 2.7          | 52.0         | 41.5         | 24.0                 |    | ■  | | フラデツ・クラーロヴェー州 | イチーン郡             |
| 064    | マレホヴィツェ駅                           | 2.3          | 54.3         | 43.8         | 26.3                 |    | ■  | | フラデツ・クラーロヴェー州 | イチーン郡             |
| 064    | ムラヂェヨフ・ヴ・チェハーフ駅             | 3.3          | 57.6         | 47.1         | 29.6                 |    | ■  | | フラデツ・クラーロヴェー州 | イチーン郡             |
| 064    | フルドニョヴィツェ駅                       | 3.3          | 60.9         | 50.4         | 32.9                 |    | ■  | | フラデツ・クラーロヴェー州 | イチーン郡             |
| 064    | リブニ駅                                   | 3.1          | 64.0         | 53.5         | 36.0                 |    | ■  | 041号線（フラデツ方面、トゥルノフ方面）                                                                                  | フラデツ・クラーロヴェー州 | イチーン郡             |
| 064    | クニェジニツェ駅                           | 1.7          | 65.7         | 55.2         | 37.7                 |    | ■  | | フラデツ・クラーロヴェー州 | イチーン郡             |
| 064    | チドリナ駅                                 | 1.5          | 67.2         | 56.7         | 39.2                 |    | ■  | | フラデツ・クラーロヴェー州 | イチーン郡             |
| 064    | キイェ・ウ・イチーナ駅                     | 3.1          | 70.3         | 59.8         | 42.3                 |    | ■  | | フラデツ・クラーロヴェー州 | イチーン郡             |
| 064    | プロウジニツェ駅                           | 2.1          | 72.4         | 61.9         | 44.4                 |    | ■  | | リベレツ州                 | セミリ郡               |
| 046    | ロムニツェ・ナド・ポペルコウ駅             | 2.6          | 75.0         | 64.5         | 47.0                 |    | ■  | | リベレツ州                 | セミリ郡               |
| 046    | ノヴァー・ヴェス・ナド・ポペルコウ駅       | 2.9          | 77.9         | 67.4         | 49.9                 |    | ■  | | リベレツ州                 | セミリ郡               |
| 046    | スィルジェノフ駅                           | 2.3          | 80.2         | 69.7         | 52.2                 |    | ■  | | リベレツ州                 | セミリ郡               |
| 046    | ウースチー・ウ・スタレー・パキ駅           | 1.8          | 82.0         | 71.5         | 54.0                 |    | ■  | | フラデツ・クラーロヴェー州 | イチーン郡             |
| 046    | スタラー・パカ駅                           | 2.3          | 84.3         | 73.8         | 56.3                 |    | ■  | 030号線（ヤロムニェルジ方面、リベレツ方面） 040号線（フルメツ方面、トルトノフ方面）                                      | フラデツ・クラーロヴェー州 | イチーン郡             |